# 支那驻屯步兵第3联队
支那駐屯步兵第三聯隊是大日本帝国陆军的步兵联队之一。1938年（昭和13年）3月12日，支那駐屯混成旅团改名为支那驻屯兵团时设立，同年4月7日授予军旗 ，补充由甲府聯隊區负责。
1937年（昭和12年）7月7日发生七七事变，日本侵华战争爆发后，支那驻屯军将隶属于朝鲜的1个师和关东军的2个混合旅以及内地的3个师同年8月31日改编为第1军并废除支那驻屯军。支那驻屯军废除时，驻军直辖部队改编为支那駐屯混成旅團，1938年3月12日改名为支那駐屯兵團，此时从驻中国步兵第1、2聯隊抽调兵力编成了本聯隊。

## 概述
昭和13年(1938年)3月12日编成支那駐屯兵団隶属部队，同年6月21日将支那駐屯兵団改编成第27师团后属于该师团。配属该师团并同年7月参加了武汉会战，武汉会战结束后回到天津驻扎，1943年6月移到满洲。
昭和19年(1944年)2月开始参加大陸打通作戦，4月17日开始作战，5月9日到达确山，完成了第一段京汉陆路的打通。打通达成后，参加了第二段湘桂作战，之后又完成了第二段湘桂作战，从赣州进一步南下移驻广东，为盟军在中国南部登陆做准备(1945年)4月18日，所在的第27师团成为中国派遣军直辖师，在向上海移动的过程中在南昌迎来了战争的结束。1946年复员。

## 历届l
| 代 | 全名     | 任期       | 备考 |
| -- | -------- | ---------- | ---- |
| 1  | 宫崎富雄 | 1938.3.24- |      |
| 2  | 渡左近   | 1939.3.9-  |      |
| 3  | 山本募   | 1940.8.1-  |      |
| 4  | 小野修   | 1942.4.15- |      |
| 末 | 森田翔作 | 1945.2.26- |      |

## 脚注
1. ↑  支那駐屯歩兵第1連隊の第二大隊を本連隊第一大隊、第2連隊の第二大隊を本連隊第二大隊とし、その他両連隊からの転属者で、本連隊直轄部隊とそれぞれの連隊の1個大隊を編成した。

## 相关项目
- 大日本帝国陸軍連隊一覧
- 支那駐屯歩兵連隊
- 支那駐屯砲兵連隊